# 弗雷德里克·巴特莱特
弗雷德里克·巴特莱特爵士（英語：Sir Frederic Charles Bartlett，1886年10月20日—1969年9月30日），英国心理学家，剑桥大学实验心理学教授（从1931年到1951年退休）。

## 生平
1944 年，他和肯尼思·克雷克负责在剑桥创建隶属于英国医学研究院的应用心理学研究室，1945年克雷克去世后他接任主管职位。他是认知心理学的先驱者之一。不过，巴特莱特认为他的认知心理学研究，特别是记忆，是运用社会心理学最近的发展成果将他的概念个性化，进行研究。

1932年，他被选为皇家学会会员（心理学家罕见的荣誉），1948年，由于将应用心理学服务于英国皇家空军，而获得勋爵爵位。
英国 Ergonomics Society颁发巴特莱特奖章，实验心理学学会每年举行一次巴特莱特演讲会。

## 著作
(dates are not necessarily those of original publication)
- Remembering （剑桥大学出版社，1932)
- Thinking (Basic Books, New York, 1958)
- The problem of noise （剑桥大学出版社，1934)
- Exercises in logic (Clive, London, 1922)
- The mind at work and play (Allen and Unwin, London, 1951)
- Psychology and the soldier（剑桥大学出版社，1927)
- Political propaganda （剑桥大学出版社，1940)
- Psychology and primitive culture（剑桥大学出版社，1923)
- Religion as experience, belief, action (Cumberledge, London, 1950)